# Nazionale maschile di hockey su prato del Messico
La nazionale di hockey su prato del Messico è la squadra di hockey su prato rappresentativa del Messico.

## Partecipazioni

### Mondiali
- 1971-2006 – non partecipa

### Olimpiadi
- 1908-1964 – non partecipa
- 1968 - 15º posto
- 1972 – 16º posto
- 1976-2008 – non partecipa

### Champions Trophy
- 1978-2008 – non partecipa

### Pan American Cup
- 2000 - ?
- 2004 - ?